# Giuseppe Fontana
Giuseppe Fontana (Vicenza, 22 agosto 1902 – mar Mediterraneo, 10 gennaio 1941) è stato un militare e marinaio italiano, decorato di Medaglia d'oro al valor militare alla memoria nel corso della seconda guerra mondiale.

## Biografia

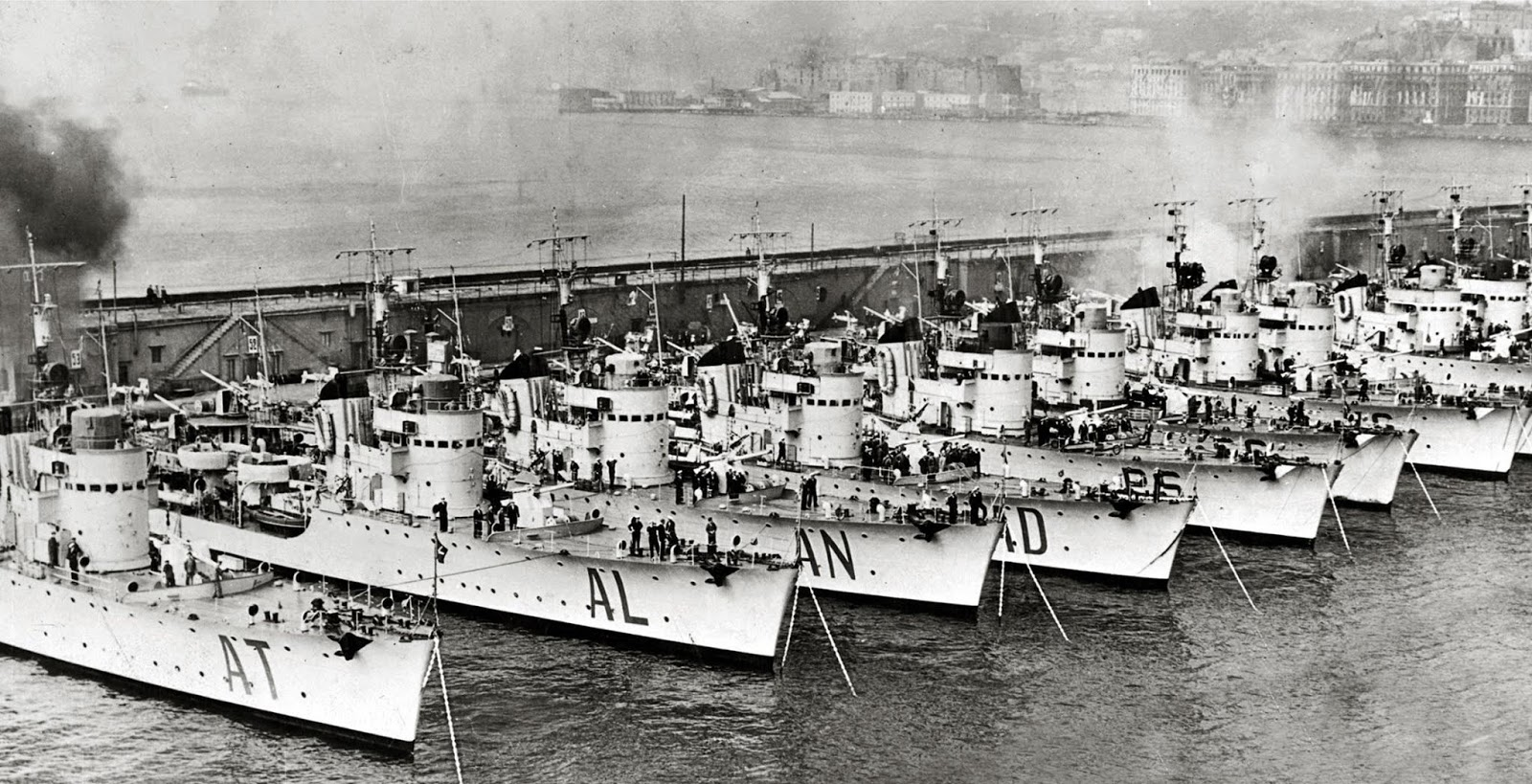
Le torpediniere Altair, Aldebaran, Antares, Andromeda, Perseo, Sagittario, e Vega ormeggiate a pacchetto a Napoli in occasione della Rivista "H" del 1938.

Nacque a Vicenza il 22 agosto 1902. Arruolatosi nella Regia Marina all'età di quindici anni, nel 1917 iniziò a frequentare la Regia Accademia Navale di Livorno (dopo dovette ripetere un anno),  da dove uscì con il grado di guardiamarina il 15 luglio 1923. Fu promosso sottotenente di vascello nel 1925 e tenente di vascello nel 1928.
Dopo aver prestato servizio su alcune unità di superficie, fu comandante della torpediniera Albatros e poi vicecomandante dell'incrociatore corazzato San Giorgio. Promosso capitano di corvetta dal 25 gennaio 1937 fu comandante in 2^ del cacciatorpediniere Antonio da Noli, con cui prese parte alle operazioni belliche in Spagna.
Il 28 aprile 1939 fu al comando della 10ª Squadriglia di torpediniere (composta da Vega, Sirio, Sagittario e  Perseo) stanziata presso l'isola di Lero nel possedimento italiano del Dodecanneso, alzando la sua insegna sulla Vega. Rientrò in Italia nel gennaio 1940, stabilendosi con la sua squadriglia di base a La Spezia. 
Trasferito in Sicilia, all'alba del 10 gennaio 1941 la Vega, su cui era imbarcato e si trovava in navigazione insieme alla similare Circe, avvistò delle unità britanniche al largo dell'isola di Pantelleria. Lo scontrò fu cruento e durò diverse ore. La nave fu colpita in più punti e rimase immobilizzata in fiamme e affondò in poco tempo.
Egli perì nell'affondamento dopo aver lasciato il suo salvagente ad un suo subalterno e fu decorato con la Medaglia d'oro al valor militare alla memoria assieme al sottotenente di vascello Giorgio Scalia.
Poco prima della sua morte, con decreto straordinario, fu promosso al grado di capitano di fregata.
A lui sono state dedicate delle strade sia a Vicenza che a Fiumicino.

### Fonti
1. 1 2  Gruppo Medaglie d'Oro al Valor Militare 1965, p. 537.
2. 1 2 3 4 5  Marina Difesa.
3. 1 2 3 4  Combattenti Liberazione.
4. ↑  Sito web del Quirinale: dettaglio decorato.